# Artemisia Gentileschi, pittrice guerriera
Artemisia Gentileschi, pittrice guerriera è un film documentario italiano del 2020 diretto da Jordan River, presentato alla 6ª edizione del Festival internazionale del documentario Visioni dal Mondo, nella sezione Panorama Italiano e al XXIV Terra di Siena International Film Festival 2020.

## Trama
Nel 1618, a 23 anni, Artemisia Gentileschi è la prima donna a essere ammessa in un’Accademia di disegno. Artemisia è stata inoltre la prima donna artista italiana ad avere una carriera internazionale. Stringe importanti contatti con i maggiori ingegni dell’epoca, tra cui Caravaggio. Il documentario ripercorre tutta la vita dell’artista, simbolo del femminismo mondiale per il suo carattere e la strenua difesa della propria dignità professionale, che emergono dalla corrispondenza con collezionisti e personalità dell’epoca, tra cui Galileo Galilei. La fama di Artemisia è dovuta anche allo stupro subìto da parte di un collega, Agostino Tassi. Artemisia supera il processo con forza di carattere e, grazie alla pittura, dallo scandalo riesce a trovare la strada del riscatto sia come donna che come artista, realizzando capolavori capaci di toccare il cuore e l’anima di chi li contempla quattro secoli dopo.

## Distribuzione
Il film è uscito in anteprima all’estero su varie piattaforme, mentre in Italia è uscito a giugno 2021, distribuito dall’Istituto Luce Cinecittà in edizione speciale con Libro+DVD

## Riconoscimenti
Il documentario, girato in alta risoluzione 4K CinemaScope, è stato in concorso ai David di Donatello 2021, vincitore migliore documentario al XXIV Terra di Siena International Film Festival 2020. Menzione speciale all'attrice Angela Curri nel ruolo di Artemisia, Best Feature Docudrama al Global Nonviolent Film Festival 2020 (USA), finalista al Los Angeles Cinematography Awards, selezione ufficiale al Festival internazionale del documentario Visioni dal Mondo 2020, selezione ufficiale al Human Rights Film Festival 2020 di Barcellona, vincitore del premio European Cinematography Awards 2020.